# Sphenomorphus transversus
Sphenomorphus transversus là một loài thằn lằn trong họ Scincidae. Loài này được Greer & Parker mô tả khoa học đầu tiên năm 1971.